# Владивостоцький фунікулер
43°07′00″ пн. ш. 131°54′02″ сх. д. / 43.116613° пн. ш. 131.900542° сх. д.
Владивостоцький фунікулер — фунікулерна система у Владивостоці, єдина на Далекому Сході РФ. Функціонує з травня 1962 року. Розташований на схилі сопки Орлиної, зверненої до бухти Золотий Ріг.

## Загальні відомості
Будівництво розпочалося в 1959 році з ініціативи М. С. Хрущова. Повертаючись після візиту до США, він відвідав Владивосток і намірився перетворити його на «другий Сан-Франциско».
Експлуатуюче підприємство — ВАТ «Електричний транспорт». Начальник фунікулера — Максим Дубровський.
Нижній яз зупинних пунктів розміщено на Пушкінській вулиці, а верхній — на вулиці Суханова, лінія фунікулера проходить над вулицею Всеволода Сибірцева.
Крім туристів, основними пасажирами фунікулера є студенти ДВФУ, навчальні корпуси якого розташовані поблизу від зупинних пунктів.
Являє собою два вагончики з канатним приводом, що рухаються рейками одноколійної лінії з роз'їздом у центральній частині.
Після закінчення, який проводився з 13 травня 2002 по 2 липня 2005 року капітального ремонту, один із вагонів пофарбований у синій, а інший в червоний колір. Раніше вони мали біле забарвлення, на одному вагоні — горизонтальна смуга зеленого кольору, а на іншому — червоного.
Паралельно фунікулеру схилом гори в 1957 році прокладено сходи, досить круті, але значно скорочують шлях між вершиною сопки і її підніжжям у нічний час, а також під час ремонту або профілактики фунікулеру. Місцеві жителі називають її «сходи фунікулеру», «сходи здоров'я» та «сходи 1001 сходинка» (хоча сходинок всього 368).

## Історія

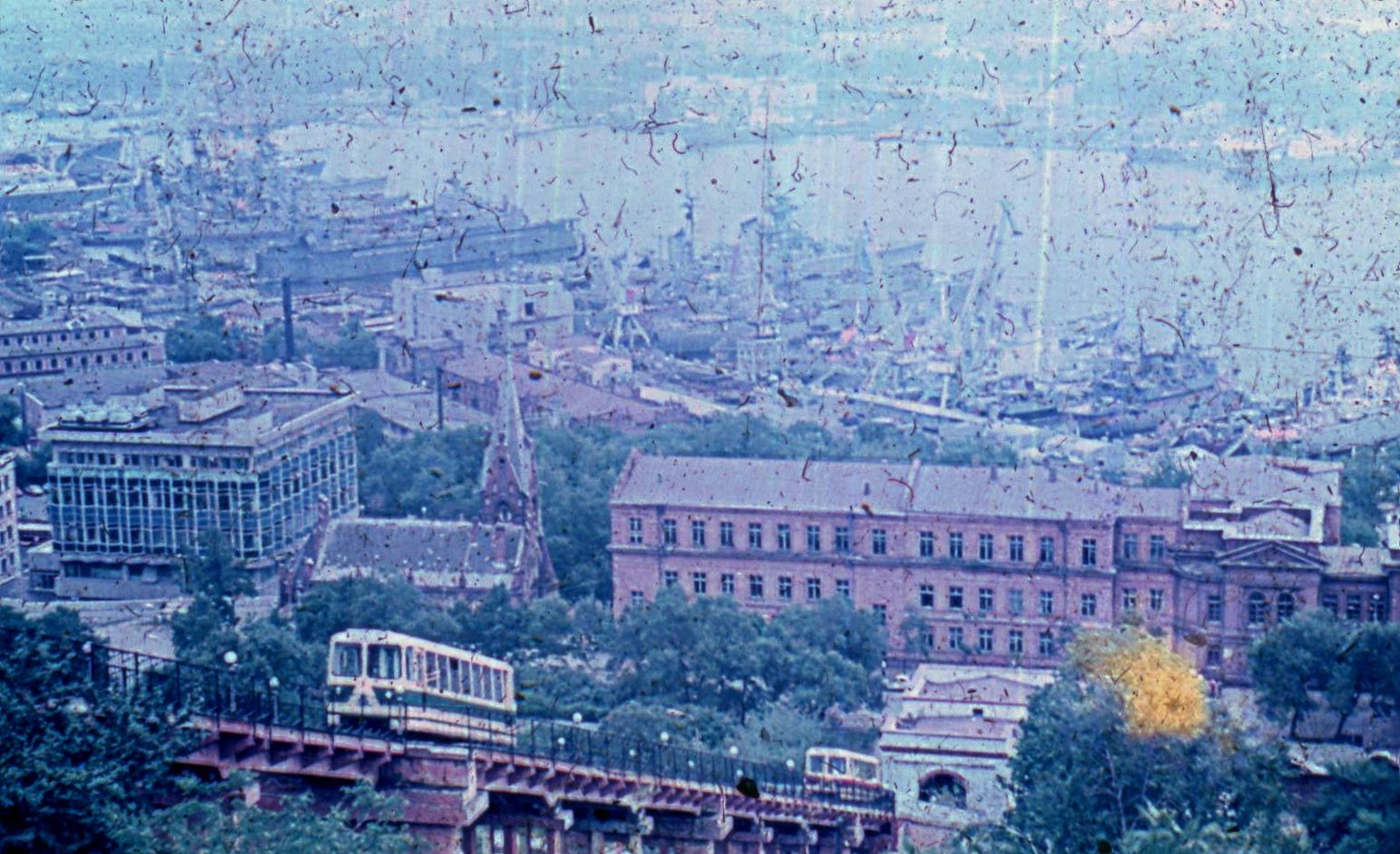
Владивостоцький фунікулер у 1982 році

Фунікулер був побудований у рамках будівництва «Великого Владивостока», яке проголосив М. С. Хрущов.
Геодезичні роботи виконувалися під керівництвом П. Бутиліна, головного маркшейдера комбінату «Приморскуголь».
Вагони були доставлені з Ленінграда, а підйомне обладнання — з Донецька.
У Владивостоці, за деякими відомостями, планувався ще один фунікулерний маршрут від Нагірного парку до Гайдамака, обладнання для якого було доставлено у Владивосток, але фунікулер так і не був побудований.
З 29 серпня 2011 року фунікулер відновив свою роботу. Зупинка була спричинена будівництвом тунелю і мосту через бухту Золотий Ріг.

## Характеристики[2]
- Довжина колій: 183 метрів.
- Час у дорозі: 1,5 хвилини.
- Час стоянки від 3 хвилин (будні) до 5 хвилин (вихідні).
- Перепад висот між нижньою та верхньою точкою: 70 метрів.
- Години роботи: з 7:00 до 20:00.
- Вартість проїзду: 3 копійки (1980 рік), 6 рублів (2010 рік), 8 рублів (з 1 липня 2012), 9 рублів (з 10 січня 2014), 11 рублів (2015 рік), 12 рублів (2016 рік), 20 рублів (2019 рік)[4], оплата кондуктору при вході у вагон.